# Conflitto nordirlandese
Il conflitto nordirlandese (in inglese The Troubles; in irlandese Na Trioblóidí, ovvero "I disordini") fu un conflitto settario che si svolse tra la fine degli anni sessanta e la fine degli anni novanta in Irlanda del Nord, che vide scontrarsi la comunità cattolica, legata alle idee nazionaliste e repubblicane, e i protestanti dell'Ulster, che si identificavano nell'unionismo e nel lealismo. Le tensioni videro come protagoniste varie organizzazioni paramilitari: tra i repubblicani dominavano l'Irish Republican Army (IRA) tra gli unionisti l'Ulster Volunteer Force (UVF) e l'Ulster Defence Association (UDA); a queste si aggiunsero le autorità statali britanniche e irlandesi. Gli effetti del conflitto si allargarono anche in Regno Unito e nella vicina Repubblica d'Irlanda e causarono oltre 3500 morti da ambo le parti. I paramilitari repubblicani furono responsabili del 60% delle vittime, i lealisti del 30% e le forze di sicurezza britanniche del 10%.

## Storia

### Radici del conflitto

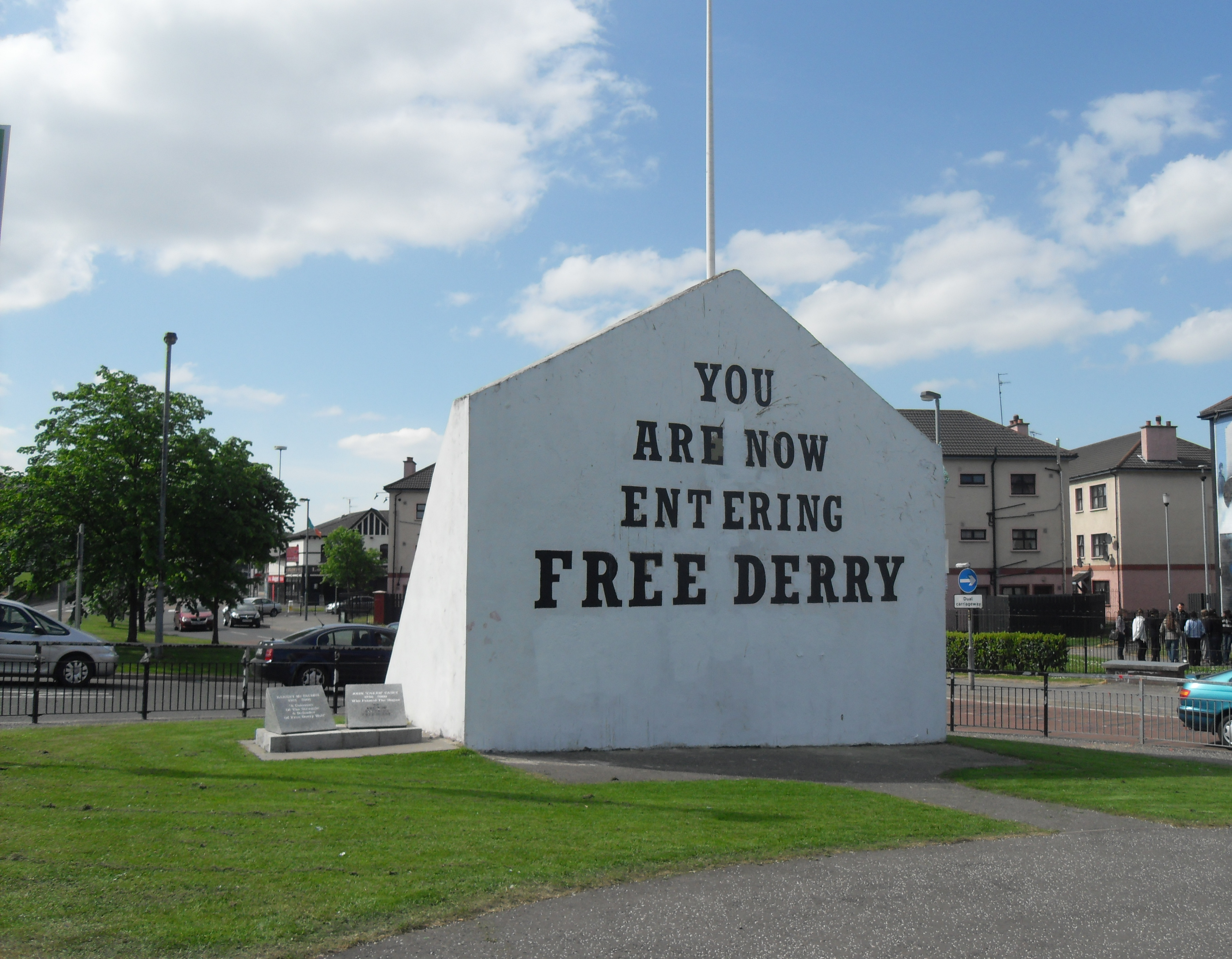
Free Derry corner, Bogside, Derry

In Irlanda del Nord, sin dalla divisione seguita alla guerra anglo-irlandese che aveva lasciato le sei contee nordorientali dell'Irlanda sotto il dominio britannico, la minoranza cattolica cominciò a sperimentare varie forme di discriminazione da parte della maggioranza protestante, che aveva monopolizzato il governo provinciale ininterrottamente dal 1922 attraverso l'Ulster Unionist Party. Le circoscrizioni elettorali erano ad esempio designate in modo da non permettere ai cattolici di vincere le elezioni, attraverso l'espediente del gerrymandering.

### I primi scontri
Nel 1966 venne fondata, a casa di un avvocato cattolico e repubblicano del South Derry Kevin Agnew, la Northern Ireland Civil Rights Association, organizzazione che si proponeva di chiedere riforme e che fece il suo debutto ufficiale il 24 agosto 1968 con una marcia da Coalisland a Dungannon, nella contea di Tyrone. La nuova organizzazione non venne vista di buon occhio dai protestanti più militanti, in particolare da Ian Paisley, pastore presbiteriano estremista, che considerava l'associazione un nome di facciata dell'Irish Republican Army.
Le marce di protesta, organizzate dalla Northern Ireland Civil Rights Association e dal People's Democracy, organizzazione studentesca di sinistra, venivano spesso attaccate dagli estremisti protestanti e nel 5 ottobre 1968 anche dai B-Specials, corpo paramilitare ausiliario della polizia composto esclusivamente da protestanti. L'epicentro delle proteste era la città di Derry dove, dopo una notte di scontri particolarmente violenti, sul muro di una casa di St. Columb's Well, all'entrata del Bogside (il principale quartiere cattolico della città) comparve una scritta destinata ad entrare nella storia del conflitto e che si può vedere ancora oggi, nonostante rimanga in piedi solo il muro: You are now entering Free Derry, State entrando nella libera Derry.
Nei mesi seguenti le manifestazioni si susseguirono sotto l'egida del Citizens Action Committee, alla guida del quale c'erano personaggi poi diventati famosi come Ivan Cooper, John Hume, Bernadette Devlin e Eamonn McCann. Il 12 agosto 1969, in occasione della marcia annuale degli Apprentice Boys di Derry, che celebrava la resistenza protestante all'assedio della città da parte delle truppe di Giacomo II nel 1689, ci furono scontri molto violenti e la Royal Ulster Constabulary (RUC, la polizia) tentò di entrare nel Bogside, dove erano state erette delle barricate. Cominciarono così quarantotto ore di battaglia, con i residenti del Bogside che tiravano pietre e bottiglie molotov alla RUC, che rispose usando, per la prima volta nel Regno Unito, il gas lacrimogeno.
Nella notte del 14 agosto gli scontri si estesero a Belfast, dove alcuni gruppi di estremisti protestanti, in alcuni casi con l'aiuto o il tacito assenso della RUC, misero a ferro e fuoco le vie abitate dai cattolici che conducevano alla Shankill Road, l'arteria che attraversa i quartieri operai lealisti, roccaforte degli estremisti protestanti. I cittadini cattolici furono costretti a fuggire dalle proprie case per rifugiarsi in altri quartieri cattolici di West Belfast, come Andersonstown e Ballymurphy. Il giorno dopo il governo britannico decise di inviare un folto contingente di truppe per ristabilire l'ordine, inizialmente per proteggere i sudditi protestanti.
Una conseguenza dei disordini d'agosto fu la scissione del movimento repubblicano: alcuni membri dell'IRA, soprattutto quelli provenienti dal nord, scontenti di come l'organizzazione avesse reagito (o, per meglio dire, non avesse reagito) agli assalti ai quartieri cattolici, decisero di fondare una nuova organizzazione, che diventerà nota come Provisional IRA, in contrapposizione all'Official IRA, che, dopo aver dichiarato un cessate-il-fuoco nel 1972, rimarrà ai margini del conflitto, fatta eccezione per alcune brevi, ma sanguinose, faide interne.
Da parte protestante, alla PIRA ed all'OIRA (a cui poi si aggiungerà l'INLA, Irish National Liberation Army) si contrapponevano altre due formazioni paramilitari: l'UVF (Ulster Volunteer Force) e l'UDA (Ulster Defence Association) rimasta legale fino al 1992, perché dal 1973 in avanti decise di firmare le proprie azioni terroristiche con il nom de guerre di UFF (Ulster Freedom Fighters).
Il 9 agosto 1971 il governo nordirlandese introdusse l'internamento senza processo: questo, invece di creare problemi all'IRA, aumentò il numero delle reclute ed il sostegno dei cittadini cattolici all'organizzazione. Il 30 gennaio 1972, giorno che rimarrà famoso come Bloody Sunday, durante una marcia per i diritti civili a Derry, paracadutisti dell'esercito britannico spararono sulla folla, uccidendo quattordici manifestanti e ferendone molti altri: ciò provocò un ininterrotto afflusso di reclute nei ranghi dell'IRA. La situazione nella provincia sembrava ormai fuori controllo e nel marzo di quell'anno il governo britannico decise di sospendere il parlamento nordirlandese, assumendo il controllo diretto dell'Irlanda del Nord.
Il 1972 rimane l'anno con più vittime (472) dell'intero periodo durante il quale l'IRA e l'esercito britannico ingaggiavano quasi tutti i giorni scontri a fuoco nelle strade di Belfast e Derry.
L'IRA colpiva con le bombe contro "obiettivi economici", che però uccidevano anche molti civili, e con agguati contro i soldati, mentre i paramilitari lealisti colpivano indiscriminatamente la popolazione cattolica per il suo supporto, vero o presunto, alle attività dell'IRA. In tutto questo, l'esercito britannico, colpito molto duramente dall'IRA (nel solo 1972 morirono 108 soldati) non riusciva a distinguere tra guerriglieri e semplici cittadini, comportandosi in modo tale da alienarsi le simpatie della comunità cattolica ed assicurando un numero costante di reclute all'IRA.
Alla metà degli anni '70, Belfast di sera si trasformava in una città fantasma, dove si rischiava di essere uccisi per essersi trovati nel posto sbagliato al momento sbagliato. Soprattutto l'UVF e l'UFF colpivano i cattolici con violenza settaria allo scopo di terrorizzare la comunità. Particolarmente agghiacciante è la vicenda degli Shankill Butchers (i macellai di Shankill) un'unità dell'UVF di Shankill Road che, sotto la guida del famigerato Lenny Murphy (in seguito ucciso dall'IRA) rapiva e uccideva cittadini cattolici, tagliando loro la gola dopo averli orribilmente torturati e mutilati.
Tra la fine del 1974 ed i primi mesi del 1975 alcuni colloqui tra i dirigenti dell'IRA e dei funzionari del governo britannico portarono ad una tregua, che però si infranse dopo qualche mese. In seguito al fallimento della tregua, l'IRA diede il via ad una riorganizzazione studiata per contrastare i metodi delle forze dell'ordine, che si dimostravano sempre più efficaci. Sotto la guida di una nuova dirigenza formata da elementi più giovani che si erano opposti alla tregua (tra cui Gerry Adams, Martin McGuinness e Ivor Bell) l'IRA adottò il sistema delle "cellule" per controbattere gli effetti potenzialmente disastrosi che sarebbero scaturiti dalla confessione di uno dei suoi membri che avesse rivelato i nomi dei suoi compagni.
La nuova dirigenza elaborò anche una nuova strategia, detta della "lunga guerra", per far capire ai militanti che la lotta armata non si sarebbe conclusa in poco tempo e che bisognava cominciare a ragionare sul lungo periodo.

### Gli scioperi della fame
Mentre la violenza continuava nelle strade dell'Irlanda del Nord, il governo britannico prese una decisione destinata a produrre i suoi effetti, che durano ancora oggi, negli anni a venire. Infatti, dal 1º marzo 1976, il governo abolì lo status di "prigioniero politico" (Special Category Status) fino ad allora concesso ai detenuti paramilitari, che scontavano la condanna in baracche di lamiera come i prigionieri di guerra della seconda guerra mondiale e che, come questi ultimi, avevano una struttura di comando all'interno del carcere. Oltre a ciò, venne anche edificata una nuova parte del carcere di Long Kesh in cui avrebbero scontato la pena i paramilitari condannati dal 1976 in avanti: i famigerati Blocchi H (H-Blocks). I Blocchi H erano edifici di cemento armato ad un piano costruiti a forma di H, in cui la barra centrale della H ospitava le stanze dell'amministrazione, mentre i quattro bracci contenevano ognuno venticinque celle (a Long Kesh i Blocchi H erano otto e quelli che ospitavano i detenuti che partecipavano alle proteste erano H3, H4, H5 e H6).
Tali novità erano parte della nuova strategia del governo britannico che poggiava su due punti chiave:
- Criminalizzazione: i detenuti non erano prigionieri politici, ma criminali comuni e non avevano diritto a differenze di trattamento.
- Ulsterizzazione: per contrastare i paramilitari si usava sempre di più la RUC, composta in prevalenza da protestanti nordirlandesi, e sempre meno l'esercito regolare.

L'IRA decise di contrastare violentemente questa strategia e, mentre all'esterno del carcere conduceva una campagna di omicidi contro il personale carcerario, all'interno del carcere i detenuti repubblicani si rifiutavano di indossare l'uniforme carceraria (alcuni la indossavano solo per recarsi a ricevere le visite, mentre i più intransigenti rimasero anni senza vedere i propri familiari pur di non indossare la divisa) e rimanevano nudi in cella con addosso solamente una coperta (da qui il nome di blanket protest). Dopo due anni in cui la protesta non aveva suscitato alcun effetto i detenuti, anche in risposta alla brutalità di molti secondini che picchiavano i detenuti quando andavano in bagno, decisero di non lavarsi e di spargere i propri escrementi sui muri delle celle (dirty protest) che, dopo poco tempo, erano ridotte in uno stato allucinante, con solo dei materassi sporchi per terra ed i muri ricoperti di escrementi (in molti casi erano anche infestate dagli scarafaggi). Nonostante gli appelli di molti politici cattolici e soprattutto dell'arcivescovo O'Fiaich, primate d'Irlanda, che, dopo una visita al carcere, usò toni molto duri contro il governo britannico, il primo ministro Margaret Thatcher rimase inamovibile.
A questo punto, i detenuti decisero di intraprendere uno sciopero della fame: sette di loro (sei dell'IRA e uno dell'INLA) digiunarono per cinquantatré giorni prima di sospendere lo sciopero, avendo ricevuto vaghe assicurazioni sulle loro richieste, quando uno di loro, Sean McKenna, era ormai in fin di vita. Dopo poche settimane fu chiaro che non sarebbe cambiato nulla ed i detenuti diedero il via ad un secondo sciopero della fame. Questa volta i partecipanti avrebbero cominciato il digiuno a intervalli regolari e, in caso di morte di uno di essi, un altro detenuto avrebbe preso il suo posto. Il primo a digiunare fu Bobby Sands, OC (Officer Commanding) dei detenuti dell'IRA, che morì il 5 maggio 1981, dopo sessantasei giorni di digiuno, durante i quali era stato eletto al parlamento di Westminster per la circoscrizione Fermanagh-South Tyrone. Tra il 5 maggio ed il 20 agosto furono dieci i detenuti a morire, mentre all'esterno del carcere la provincia registrava uno dei periodi più sanguinosi della sua storia ed erano sempre più coloro (politici nazionalisti, Chiesa cattolica, ma anche politici statunitensi di origine irlandese) che cercavano di adoperarsi per trovare un compromesso.
Il 3 ottobre 1981 i detenuti sospesero lo sciopero dopo che alcune famiglie erano intervenute per chiedere l'intervento medico una volta che il loro congiunto era entrato in coma.
Anche se in un primo momento sembrò che i repubblicani fossero usciti sconfitti dallo scontro con il governo, gli scioperi della fame fecero sì che all'interno del movimento repubblicano assumesse sempre più importanza il braccio politico, il Sinn Féin, che cominciò a partecipare regolarmente alle elezioni amministrative e politiche, nonostante i suoi eletti non si recassero a Westminster, non riconoscendo legittimo quel parlamento.
L'istituzionalizzazione del movimento fu certamente una delle cause che, quasi vent'anni più tardi, contribuì a gettare le basi del processo di pace che si concluse con l'Accordo del Venerdì Santo (Good Friday Agreement) firmato il 10 aprile 1998.

### Il conflitto continua
Dopo la prima metà degli anni '80, trascorsa nella solita routine di bombe, attentati e violenze settarie, accadde qualcosa che contribuì a mutare l'intransigenza britannica.
Il 1º novembre 1987 il peschereccio Eksund venne fermato al largo delle coste bretoni e a bordo vennero scoperte 150 tonnellate di armi che comprendevano, oltre a pistole, fucili e mitragliatori AK-47, anche mitragliatrici pesanti, lanciafiamme, missili terra-aria ed alcune tonnellate del micidiale esplosivo plastico Semtex. In seguito, si venne a sapere che questo era il quinto di una serie di carichi che l'IRA era riuscita ad ottenere dal dittatore libico Muʿammar Gheddafi. Si scatenò allora in tutta l'Irlanda, a nord ed a sud del confine, una caccia ai depositi dove l'IRA aveva nascosto le altre armi di provenienza libica, ma, a parte quantità ridotte, il grosso degli armamenti non venne trovato. 

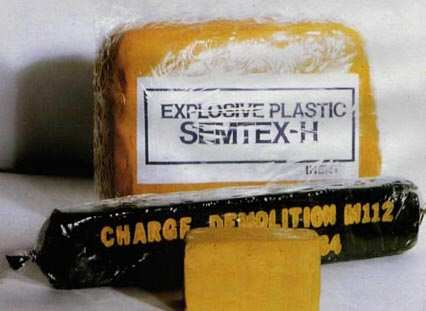
L'esplosivo plastico Semtex, usato come carica principale o come detonatore in tutte le bombe dell'IRA dal 1986 in avanti

Ora l'IRA era meglio armata che in qualsiasi momento della sua storia e così gli inglesi cominciarono a pensare che una qualche forma di compromesso con i repubblicani sarebbe stata inevitabile.
Gli anni tra il 1988 ed il 1993 furono tra i più violenti dell'intero periodo perché all'offensiva dell'IRA faceva da contraltare l'aumentata ferocia e capacità operativa dei paramilitari lealisti (in particolare dell'UFF) e l'uso sempre maggiore da parte dell'esercito britannico delle forze speciali (SAS e 14th Intelligence) che, in numerose imboscate, causarono la morte di molti militanti repubblicani (in particolare, nella contea di Tyrone, tra il 1987 ed il 1992, furono ventiquattro i membri dell'IRA a morire per mano delle forze di sicurezza o dei paramilitari lealisti).
Il governo britannico, impegnato in colloqui segreti con il movimento repubblicano, intensificò i contatti dopo che nell'aprile 1992 e nell'aprile 1993 l'IRA fece esplodere due gigantesche bombe nella City di Londra, causando danni per quasi due miliardi di sterline.

### Il cessate il fuoco
Si arrivò così al 31 agosto 1994, quando l'IRA annuncia la "completa cessazione delle operazioni militari", imitata dopo quarantacinque giorni dai paramilitari protestanti. 
Per la prima volta in venticinque anni la pace sembrava a portata di mano, ma il governo britannico, ora presieduto da John Major, continuava a frapporre ostacoli alla partecipazione del Sinn Féin ai colloqui di pace (chiedendo che l'IRA consegnasse le armi, cosa che per i repubblicani equivaleva ad un sacrilegio) e così, il 9 febbraio 1996, l'IRA ruppe la tregua, facendo esplodere un camion-bomba (preparato in Irlanda da uomini della South Armagh Brigade, la più efficiente e difficile da infiltrare di tutta l'organizzazione) a Canary Wharf, nella zona dei docks di Londra. Il conflitto riprese, anche se non con l'intensità di prima, ma in seguito alle elezioni politiche britanniche del 1997, nelle quali il partito laburista guidato da Tony Blair aveva ottenuto una schiacciante maggioranza, l'IRA decise di ripristinare la tregua, anche se questa volta dovette far fronte alla scissione di alcuni dissidenti, che, sotto la guida di Micky McKevitt, ex quartiermastro generale dell'IRA, diedero vita alla Real IRA.

## Campagna antidroga della R.A.A.D.
Nell'aprile del 2009 venne formato a Derry un gruppo paramilitare, che si faceva chiamare Republican Action Against Drugs (R.A.A.D.) allo scopo di combattere i narcotrafficanti locali.
Nello stesso anno avvennero diversi attentati e sparatorie contro presunti narcotrafficanti e spacciatori. Gli attentati continuarono fino al 2014, quando la R.A.A.D. decise di unirsi con la R-IRA.
Gli attentati consistevano in lanci di bombe carta e spari di intimidazione in parti del corpo non letali, ma, il 9 febbraio 2012, le R.A.A.D. uccisero Andrew Allan davanti alla propria abitazione.
Un altro evento che suscitò parecchio scalpore avvenne il 26 aprile 2012, quando una madre fu costretta a portare il figlio diciottenne a membri delle R.A.A.D. i quali gli spararono alle gambe, senza ucciderlo. A seguito dell'episodio, avvennero manifestazioni contro il gruppo terroristico, alle quali parteciparono oltre duecento persone. 

### Guerra alla droga della D.A.A.D.
Prima della R.A.A.D. negli anni novanta, esisteva un altro gruppo paramilitare, che si faceva chiamare D.A.A.D. (Direct Action Against Drugs) il quale, a differenza della R.A.A.D. che preferiva minacciare i narcotrafficanti, uccideva gli spacciatori ed affiliati ad organizzazioni criminali; il gruppo ha operato dal 1995 fino al 2001, uccidendo nove narcotrafficanti, per poi passare dalla parte del gruppo terroristico repubblicano R-IRA.

## Cronologia

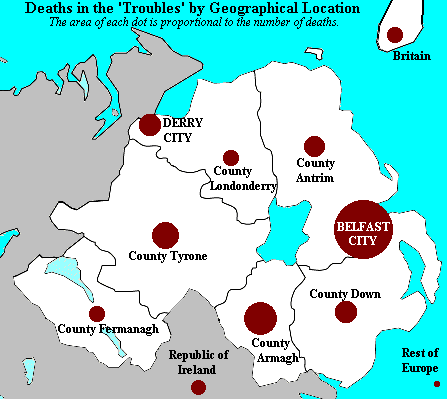
Morti durante i Troubles (la grandezza di ogni cerchio rappresenta la proporzione sul totale dei morti)

- 15 agosto 1969: in seguito a tre giorni di violentissimi scontri a Belfast e Derry, il governo britannico invia numerose truppe in Irlanda del Nord.
- 27 giugno 1970: dopo alcuni scontri, numerosi estremisti protestanti assediano la chiesa cattolica di St. Matthew, nella zona di Short Strand, enclave cattolica a Belfast Est. Pochi uomini dell'IRA, guidati dall'OC della Brigata Belfast, Billy McKee (rimasto ferito) riescono a respingere l'assalto, uccidendo tre degli assalitori. Dopo il fallimento dell'agosto 1969, l'IRA ritorna a svolgere il suo tradizionale ruolo di difesa delle aree cattoliche.
- 3 luglio 1970: l'esercito britannico impone trentaquattro ore di coprifuoco nella zona cattolica di Lower Falls, a Belfast, roccaforte dell'IRA, per perquisire le case alla ricerca di armi. Il coprifuoco è considerato uno degli eventi che maggiormente contribuirono a radicalizzare la comunità cattolica contro l'esercito britannico.
- 9 agosto 1971: il governo dell'Irlanda del Nord introduce l'internamento senza processo (Operation Demetrius). Vengono arrestati centinaia di maschi cattolici tra i 15 ed i 65 anni. Tra di loro ci sono poche decine di membri dell'IRA e quasi tutti di secondo piano.
- 4 dicembre 1971: una bomba dell'UVF distrugge il pub McGurk a New Lodge, quartiere cattolico di Belfast, uccidendo quindici persone.
- 30 gennaio 1972: è il cosiddetto Bloody Sunday. I paracadutisti britannici sparano sui partecipanti ad una manifestazione a Derry, uccidendone tredici; una quattordicesima vittima morirà in seguito per le ferite riportate.
- 21 luglio 1972: l'IRA fa esplodere nella zona centrale di Belfast ventidue bombe in un arco di tempo di ottanta minuti. Muoiono nove persone e centotrenta restano ferite. Questo giorno verrà ricordato come Bloody Friday.
- 31 luglio 1972: l'esercito britannico dà il via alla Operation Motorman, volta a rimuovere permanentemente le barricate che, a Belfast e Derry, impedivano l'ingresso in alcuni quartieri alle forze dell'ordine, ed a stabilire una presenza dell'esercito in quelle che fino ad allora erano chiamate no-go areas. Vengono impiegati migliaia di soldati e centinaia di mezzi corazzati in quella che era la più vasta operazione dell'esercito dai tempi della crisi di Suez del 1956.
- 8 marzo 1973: l'IRA fa detonare le prime bombe in Gran Bretagna, con quattro esplosioni contemporanee in varie zone di Londra.
- 9 dicembre 1973: l'UUP, l'SDLP e l'Alliance Party firmano l'accordo di Sunningdale (che naufragherà pochi mesi dopo per le proteste degli unionisti) che prevede per la prima volta la partecipazione dei cattolici al governo della provincia.
- 17 maggio 1974: a Dublino e Monaghan, nella Repubblica d'Irlanda, l'esplosione di quattro autobombe provoca la morte di trentatré persone in quello che è il giorno più sanguinoso nella storia dei Troubles. Le bombe non vennero rivendicate, anche se è ormai certo che furono opera di membri dell'UVF del Mid Ulster con l'aiuto di alcuni elementi dei servizi segreti britannici.
- 21 novembre 1974: al culmine di una campagna di attentati sul suolo della Gran Bretagna, l'IRA fa esplodere due bombe in due pub di Birmingham, causando diciannove morti e quasi duecento feriti. Vengono arrestati quasi subito sei nordirlandesi residenti a Birmingham, che, diciassette anni dopo, verranno giudicati innocenti vittime di un errore giudiziario. Noti come i Birmingham Six, il loro caso è simile a quello dei cosiddetti Guildford Four, riconosciuti innocenti dopo quindici anni di carcere, la cui vicenda è stata portata sul grande schermo da Jim Sheridan nel film Nel nome del padre (In the name of the father).
- 20 dicembre 1974: l'IRA dichiara un cessate il fuoco temporaneo, che diventerà di durata indefinita in febbraio e che si interromperà soprattutto a causa delle azioni dei paramilitari protestanti, che intensificano gli omicidi di cattolici per spingere l'IRA a riprendere le armi. Durante la tregua ci sarà anche la scissione all'interno dell'Official IRA, che darà vita all'INLA.
- 5 gennaio 1976: per rispondere all'uccisione di cinque cattolici avvenuta il giorno precedente, alcuni membri della Brigata South Armagh dell'IRA, sotto il nome di South Armagh Republican Action Force, fermano un pulmino di lavoratori protestanti a Kingsmill, nel South Armagh. Dopo averli fatti scendere li falciano a colpi di mitra, uccidendone dieci. Come risposta, il governo di Londra invia nella zona del South Armagh gli uomini del SAS.
- 17 febbraio 1978: una bomba incendiaria dell'IRA uccide dodici persone all'Hotel La Mon, a sud di Belfast. Nello stesso giorno, l'IRA abbatte un elicottero Gazelle, uccidendo un militare e ferendone due.
- 30 marzo 1979: in quella che rimarrà la più audace operazione della sua storia, l'INLA riesce a far esplodere una bomba sotto la macchina di Airey Neave, amico personale di Margaret Thatcher e portavoce per l'Irlanda del Nord del Partito Conservatore, mentre si trovava sulla rampa d'uscita del parcheggio del Parlamento, a Westminster. Neave perse le gambe nell'esplosione e morì poco dopo per le ferite riportate.
- 9 giugno 1979: Assalto di Keady
- 27 agosto 1979: al largo di Mullaghmore, nella Repubblica d'Irlanda, l'IRA fa esplodere la barca di lord Louis Mountbatten, cugino della regina Elisabetta II, uccidendolo con altre tre persone. Nel pomeriggio, a Warrenpoint, nella contea di Down, due bombe dell'IRA a distanza di mezz'ora l'una dall'altra causano la morte di diciotto soldati britannici.
- 27 ottobre 1980: comincia il primo sciopero della fame.
- 1º marzo 1981: comincia il secondo sciopero della fame.
- 20 luglio 1982: due bombe dell'IRA a Londra, una nei pressi di Hyde Park e l'altra a Regent's Park, causano la morte di undici soldati e sette cavalli.
- 16 novembre 1982: a Belfast, nella zona di Glencairn, Upper Shankill, un'unità dell'IRA uccide Lenny Murphy, membro dell'UVF e leader della gang nota come Shankill Butchers (i macellai di Shankill) responsabili dei brutali omicidi che a metà degli anni settanta avevano terrorizzato la comunità cattolica di Belfast.
- 6 dicembre 1982: una bomba dell'INLA al pub Droppin' Well di Ballykelly, vicino Derry, uccide undici soldati e sei civili.
- 25 settembre 1983: trentotto detenuti dell'IRA evadono dall'H-Block 7 del carcere di Long Kesh. Diciannove vengono ricatturati nell'arco di poche ore, alcuni negli anni seguenti (tre di essi, Kieran Fleming, Séamus McElwaine e Padraig McKearney, moriranno per mano dei SAS) mentre cinque non verranno mai più presi.
- 12 ottobre 1984: alle due di notte una bomba dell'IRA, piazzata un mese prima da Patrick Magee (membro dell'England Department dell'IRA, il settore dell'organizzazione addetto alle operazioni in Inghilterra ed in Europa)[22] esplode al Grand Hotel di Brighton, dove si sta svolgendo il congresso del Partito Conservatore. Muoiono cinque persone (tra cui un parlamentare) e la stessa Margaret Thatcher si salva per un soffio. Gli effetti della bomba di Brighton

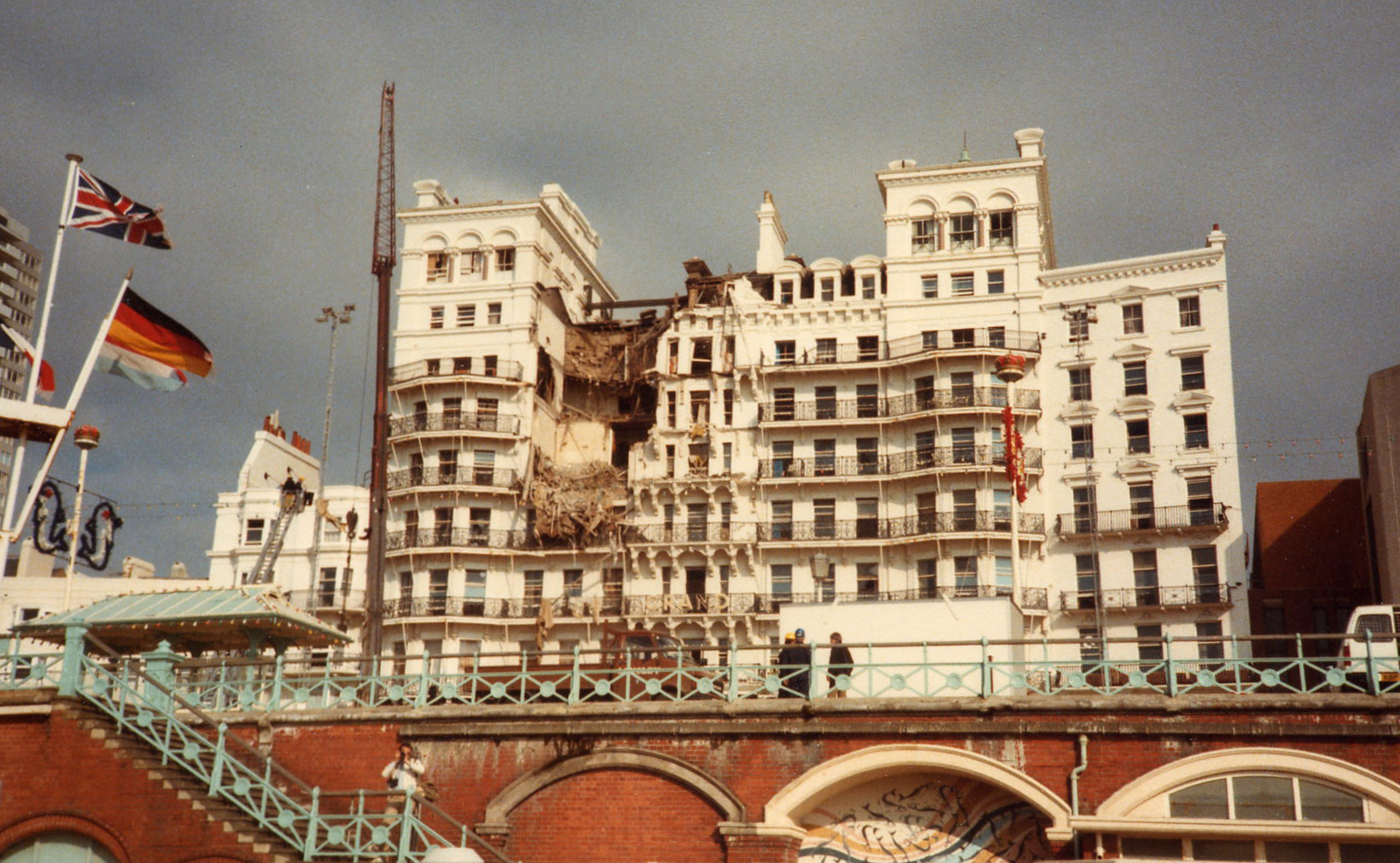
Gli effetti della bomba di Brighton

- 9 febbraio 1985: usando mortai rudimentali, la South Armagh Brigade dell'IRA fa esplodere una bomba all'interno della caserma della RUC di Newry, causando la morte di nove poliziotti.
- 8 maggio 1987: otto membri della East Tyrone Brigade dell'IRA vengono uccisi in un agguato dei SAS mentre si accingono a far saltare in aria la caserma della RUC di Loughgall, nell'Armagh. È il più alto tributo di vittime in una singola azione pagato dall'IRA durante i Troubles.
- 1º novembre 1987: al largo delle coste bretoni le autorità francesi intercettano una nave, la Eksund. A bordo ci sono cinque irlandesi, tre dei quali membri dell'IRA. Uno dei tre era Gabriel Cleary, considerato il Direttore del Genio (Director of Engineering) dell'IRA[23]. Nella stiva vengono trovate 150 tonnellate di armamenti (tra cui Semtex, RPG, missili terra-aria SAM 7, mitragliatrici pesanti DŠK) donati da Gheddafi all'IRA. In precedenza altri quattro carichi di armi libiche erano stati fatti arrivare dall'IRA in Irlanda.
- 8 novembre 1987: una bomba dell'IRA esplode a Enniskillen, nel Fermanagh, uccidendo undici civili.
- 6 marzo 1988: tre membri dell'IRA disarmati (Mairead Farrell, Daniel McCann e Séan Savage) vengono uccisi dai SAS nelle strade di Gibilterra, dove l'IRA pianificava un attentato contro il locale reggimento britannico (il Royal Anglian Regiment). Dieci giorni più tardi, durante i funerali nel cimitero di Milltown a Belfast, Michael Stone, militante dell'UFF, attacca i partecipanti a colpi di pistola e granate e ne uccide tre in quello che è ricordato come massacro di Milltown. Tre giorni dopo, durante il funerale di uno di loro, membro dell'IRA, due soldati britannici in borghese si trovano inspiegabilmente con l'auto in mezzo al corteo funebre. La folla, temendo un attacco come quello di Stone, assalta la macchina e li immobilizza. Alcuni membri dell'IRA li interrogano, li picchiano e infine li uccidono. Quasi tutta la vicenda si svolge sotto l'occhio delle telecamere montate sugli elicotteri militari che pattugliano costantemente i cieli di West Belfast[24].
- 23 giugno 1988: l'IRA abbatte un elicottero Westland Lynx ferendo un soldato.
- 20 agosto 1988: otto soldati muoiono a causa di una bomba dell'IRA a Ballygawley, contea di Tyrone. Dieci giorni dopo, a poche miglia dal luogo dell'esplosione, i SAS uccidono in un agguato tre membri dell'IRA.
- 22 settembre 1989: l'IRA fa esplodere una bomba in una caserma dei Royal Marines a Deal, nel Kent, uccidendo dieci soldati.
- 11 febbraio 1990: L'IRA abbatte un elicottero Gazelle ferendo 3 soldati.
- 18 settembre 1990: L'ex governatore di Gibilterra, Peter Terry, che aveva autorizzato l'intervento del commando SAS nel 1988, per rappresaglia viene ferito nella sua casa nello Staffordshire, insieme alla moglie. Colpito alla testa, Terry sopravviverà.
- 7 febbraio 1991: usando un mortaio rudimentale montato nel retro di un furgone, l'IRA riesce a far esplodere una bomba nel cortile del numero 10 di Downing Street a Londra, dove si sta svolgendo una riunione del governo, presieduta da John Major. Non ci sono vittime.
- 17 gennaio 1992: una bomba dell'IRA a Teebane Crossroads, nel Tyrone, uccide otto protestanti dipendenti di una ditta che effettuava lavori di riparazione in caserme dell'esercito e della RUC, considerati dall'IRA "obiettivi legittimi". Per rappresaglia, il 5 febbraio l'UFF uccide cinque cattolici in un bookmaker sulla Ormeau Road, a Belfast.
- 10 aprile 1992: l'IRA fa esplodere un camion-bomba vicino al Baltic Exchange, a Londra. La bomba causa tre morti e danni per ottocento milioni di sterline, più della somma di tutti i danni risultanti dai Troubles fino a quel momento.
- 26 febbraio 1993: tre componenti dell'IRA piazzano bombe contro serbatoi di gas a Warrington nel Chesire. Le esplosioni provocano gravi danni alle strutture, senza morti e feriti.
- 20 marzo 1993: sempre a Warrington l'IRA fa esplodere due bombe, a distanza di un minuto l'una dall'altra, in due punti diversi di Bridge Street, una delle strade principali. Johnathan Ball, tre anni, muore sul colpo, Tim Parry, 12 anni, gravemente ferito, muore cinque giorni più tardi quando la sua macchina di supporto vitale, dopo che i test avevano rilevato solo un'attività cerebrale minima, viene spenta. Si contano inoltre 54 feriti di cui quattro gravemente. L'episodio ispira Dolores O'Riordan dei Cranberries per la composizione del brano Zombie.
- 24 aprile 1993: un camion-bomba dell'IRA, contenente una tonnellata di esplosivo fatto in casa utilizzando fertilizzante chimico, esplode a Bishopsgate, Londra. Muore una persona ed i danni ammontano ad oltre un miliardo di sterline.
- 23 settembre 1993: durante la battaglia di Newry Road, due elicotteri vengono danneggiati dalla potenza di fuoco dell'IRA, non ci sono stati morti o feriti.
- 23 ottobre 1993: una bomba dell'IRA, diretta a colpire il comando dell'UFF che si riuniva al piano superiore, esplode prematuramente in una pescheria di Shankill Road, a Belfast, uccidendo nove civili ed un militante dell'IRA.
- 30 ottobre 1993: un commando dell'UFF fa irruzione in un pub di Greysteel, vicino Derry, sparando all'impazzata. Muoiono sette persone e tredici restano ferite.
- 12 dicembre 1993: l'IRA attacca un elicottero durante uno scontro contro l'esercito britannico, due soldati rimangono uccisi.
- 19 marzo 1994: l'IRA abbatte un elicottero utilizzando un mortaio artigianale, rimangono feriti 4 soldati.
- 18 giugno 1994: un commando dell'UVF spara sugli avventori di un pub di Loughinisland, nel Down, che stanno seguendo la partita del Mondiale di calcio tra Irlanda e Italia. I morti sono sei.
- 12 luglio 1994: l'IRA abbatte un elicottero Puma utilizzando un mortaio artigianale. Il velivolo si schianta contro un campo da calcio, nell'impatto gli occupanti rimangono lievemente feriti.
- 18 agosto 1994: l'IRA uccide a Dublino Martin Cahill, detto The General (Il Generale) forse il criminale più noto d'Irlanda, accusandolo di aver collaborato con l'UVF. Sulla rivendicazione dell'IRA ancora oggi si nutrono forti dubbi. Alla figura di Cahill sono ispirati due film, The General e Un perfetto criminale; lo si può inoltre vedere in Veronica Guerin - Il prezzo del coraggio.
- 31 agosto 1994: l'IRA annuncia la "completa cessazione di tutte le operazioni militari".
- 13 ottobre 1994: anche i gruppi paramilitari lealisti, riuniti sotto la sigla CLMC (Combined Loyalist Military Command) annunciano il cessate il fuoco.
- Dicembre 1995: il gruppo terroristico D.A.A.D. uccide tre presunti narcotrafficanti[25].
- 1º gennaio 1996: il gruppo terroristico D.A.A.D. uccide un presunto narcotrafficante[26].
- 9 febbraio 1996: l'IRA rompe la tregua, facendo esplodere un camion-bomba a Canary Wharf, a Londra. Muoiono due persone ed i danni ammontano a duecento milioni di sterline.
- 15 giugno 1996: attentato di Manchester, in cui una bomba dell'IRA esplode a Manchester durante i Campionati europei di calcio. Non ci sono vittime, ma i danni superano i trecento milioni.
- 16 settembre 1996: il gruppo terroristico D.A.A.D. uccide un altro presunto narcotrafficante[26].
- 19 luglio 1997: l'IRA annuncia un nuovo cessate il fuoco in seguito alle elezioni politiche che hanno portato al potere Tony Blair.
- 9 febbraio 1998: il gruppo terroristico D.A.A.D. uccide un presunto narcotrafficante[27].
- 10 aprile 1998: a Belfast i rappresentanti dei partiti politici nordirlandesi firmano il Belfast Agreement, famoso come Accordo del Venerdì Santo (Good Friday Agreement).
- 15 agosto 1998: la Real IRA fa esplodere un'autobomba a Omagh, nel Tyrone, uccidendo ventinove persone. È il singolo attentato più sanguinoso nella storia dei Troubles.
- 9 maggio 1999: il noto narcotrafficante Brendan Speedy Joseph Fegan viene ucciso da due membri del gruppo D.A.A.D.; viene colpito sedici volte[28].
- 13 giugno 1999: un altro narcotrafficante viene ucciso dal gruppo D.A.A.D. per conto del gruppo terroristico republicano R-IRA[28].
- 31 ottobre 2000: l'UDA rivendica l'esplosione di un'autobomba nella città di Belfast, muore un civile: è la prima autobomba esplosa negli anni duemila.
- 2 aprile 2001: l'UDA rivendica l'uccisione di un civile avvenuta a Belfast.
- 21 aprile 2001: Christopher O'Kane, sospettato dall'IRA di essere uno spacciatore, viene ucciso dal gruppo terroristico D.A.A.D.; si tratta dell'ultimo omicidio rivendicato dal gruppo[29].
- 21 luglio 2002: l'Ulster Defence Association rivendica l'uccisione di un civile cattolico avvenuta a Belfast.
- 4 ottobre 2002: l'Ulster Defence Association rivendica l'uccisione di un civile cattolico avvenuta a Belfast.
- 30 novembre 2002: un civile protestante viene ucciso nella contea di Down, si pensa che il responsabile sia l'UDA, non si sa però con certezza se sia vero o meno.
- 27 dicembre 2002: l'UDA uccide un civile protestante a Belfast.
- 19 gennaio 2003: l'UDA viene accusato di aver ucciso un civile protestante nella città di Bangor, il movente dell'uccisione è sconosciuto.
- 20 novembre 2003: l'UDA uccide un civile nella città di Lisburn.
- 19 settembre 2004: l'UDA uccide un civile a Belfast.
- 28 luglio 2005: l'IRA annuncia la fine della lotta armata. Da quel momento in avanti, per realizzare l'unità d'Irlanda, userà mezzi esclusivamente pacifici.
- 4 ottobre 2005: l'UDA uccide un civile nella città di Belfast.
- 19 febbraio 2006: l'UDA uccide, per motivi ignoti, un civile nella città di Carrickfergus.
- 7 marzo 2009: la Real IRA uccide due soldati britannici e ne ferisce altri due in un attacco alla base di Massereene, nella contea di Antrim.
- 9 marzo 2009: la Continuity IRA uccide un poliziotto a Craigavon, contea di Armagh.
- 24 maggio 2009: l'UDA uccide un civile nella città di Coleraine, il movente dell'uccisione è sconosciuto.
- 23 febbraio 2010: un'autobomba esplode a Newry; è la seconda dal 2000.
- 5 ottobre 2010: Real IRA rivendica un attentato nella cittadina di Derry. Un'autobomba esplode vicino ad un Hotel causando due feriti tra gli agenti di polizia.
- 2 aprile 2011: il gruppo terroristico P-IRA uccide un poliziotto con un'autobomba.
- 21 giugno 2011: Scontri nel quartiere di Short Strand, a Belfast Est, dove sono stati scagliati fuochi d'artificio, bottiglie molotov, razzi e sono stati sparati anche alcuni colpi d'arma da fuoco.
- 9 febbraio 2012: le R.A.A.D. uccidono davanti a casa sua Andrew Allan, accusato di essere uno spacciatore[16][17].
- 1º novembre 2012: il gruppo terroristico New IRA uccide a colpi d'arma da fuoco David Black, una guardia carceraria.
- 26 marzo 2014: il gruppo terroristico republicano R.A.A.D. rivendica l'esplosione di un'autobomba esplosa in un'area di Derry. L'attacco non causa vittime ed è anche l'ultimo attentato ad essere rivendicato dal gruppo.
- 23 aprile 2017: un ordigno, presumibilmente lasciato da alcuni esponenti repubblicani dell'IRA, viene trovato davanti ad una scuola elementare di Ardoyne, a nord di Belfast. Fortunatamente non esplode e viene prontamente disinnescato dalla polizia.
- 19 gennaio 2019: un'autobomba viene fatta esplodere di fronte al tribunale della città di Derry. L'ordigno non causa vittime, poiché la polizia tramite una telefonata è riuscita ad evacuare tutti gli edifici circostanti. Il principale sospettato è la New IRA, un gruppo dissidente nato nel 2012 che non accetta l'accordo di pace ottenuto tramite il Belfast Agreement.
- 18 aprile 2019: durante degli scontri avvenuti a Derry, viene uccisa la giornalista Lyra McKee; i presunti responsabili apparterrebbero alla New Ira.

## Influenza culturale
Il conflitto nordirlandese è stato fonte d'ispirazione per diverse canzoni e film tra cui:
- Sunday Bloody Sunday, brano di John Lennon e Yoko Ono tratto dall'album Some Time in New York City.
- Give Ireland Back to the Irish, brano di Paul McCartney.
- Sunday Bloody Sunday, brano degli U2 tratta dall'album War.
- Out in the Fields di Gary Moore, brano tratto dall'album Run for Cover
- Wild Frontier di Gary Moore, brano tratto dall'album omonimo.
- Belfast Child dei Simple Minds, brano tratto dall'album Street Fighting Years.
- Zombie dei Cranberries, brano tratto dall'album No Need to Argue.
- That's Just The Way It Is, brano di Phil Collins tratto dall'album ...But Seriously.
- Nel nome del padre, film diretto da Jim Sheridan con Daniel Day-Lewis.
- L'ombra del diavolo, film diretto da Alan J. Pakula con Harrison Ford e Brad Pitt.
- The Boxer, film diretto da Jim Sheridan con Daniel Day-Lewis.
- Bloody Sunday, film diretto da Paul Greengrass.
- Hunger, film diretto da Steve McQueen, con Michael Fassbender.
- '71, film diretto da Yann Demange.
- Derry Girls, serie Netflix ambientata a Derry a metà degli anni '90.
- Belfast, film diretto da Kenneth Branagh.
- Sons of Anarchy, serie TV prodotta da FX e scritta da Kurt Sutter che parla di un club di motociclisti che vende armi comprate dall'IRA e dalla Real IRA in California.
- Mayans M.C., serie TV spin-off di Sons of Anarchy.
- Elephant, film diretto da Alan Clarke.
- Non dire niente (miniserie televisiva) miniserie TV che racconta quattro generazioni (dagli anni '70 agli anni '90) nell'Irlanda del Nord, durante i troubles.